# Молчанов, Борис Захарович
Борис Захарович Молчанов (2 апреля 1912, Одесса, Херсонская губерния — 20 февраля 1984, Москва) — советский актёр. Заслуженный артист РСФСР (1955).

## Биография
Родился в 1912 году в Одессе, Российская империя. Его отец Захар Григорьевич Молчанов (1871—?) служил ещё на дореволюционной сцене, в годы Гражданской войны руководил театральными бригадами Красной Армии. Мать — Фаня Семёновна Молчанова (1889—?); в начале Великой Отечественной войны родители были эвакуированы из Николаева в Свердловск.
В 1930 году окончил музыкальный техникум в городе Сумы.
Был актёром Николаевского драмтеатра (1930—1936), Тульского драмтеатра (1936—1938).
В 1939—1966 годах — актёр Свердловского драматического театра.
Во время войны — артист концертных бригад в городе Перми выступавших для войск, отправлявшихся на фронт.
В 1967—1982 годах — актёр Львовского русского драматического театра Советской Армии.
С 1982 года жил в Москве, где умер в 1984 году.

## Личная  жизнь
Ольга Молчанова, дочь - телередактор, автор программы  "Шире круг".

## Фильмография
- 1967 — Война и мир — маршал Даву
- 1969 — Ватерлоо — полковник Бертран
- 1974 — Все улики против него — заместитель министра